# Leszek Wodzyński
Leszek Wodzyński (Varsovia, Polonia, 16 de febrero de 1946-ibídem, 18 de septiembre de 1990) fue un atleta polaco especializado en la prueba de 110 m vallas, en la que consiguió ser medallista de bronce europeo en 1974.

## Carrera deportiva
En el Campeonato Europeo de Atletismo de 1974 ganó la medalla de bronce en los 110 m vallas, corriéndolos en un tiempo de 13.71 segundos, llegando a meta tras el francés Guy Drut que con 13.40 s batió el récord de los campeonatos, y de su paisano polaco Mirosław Wodzyński (plata con 13.67 segundos).